# Hemis

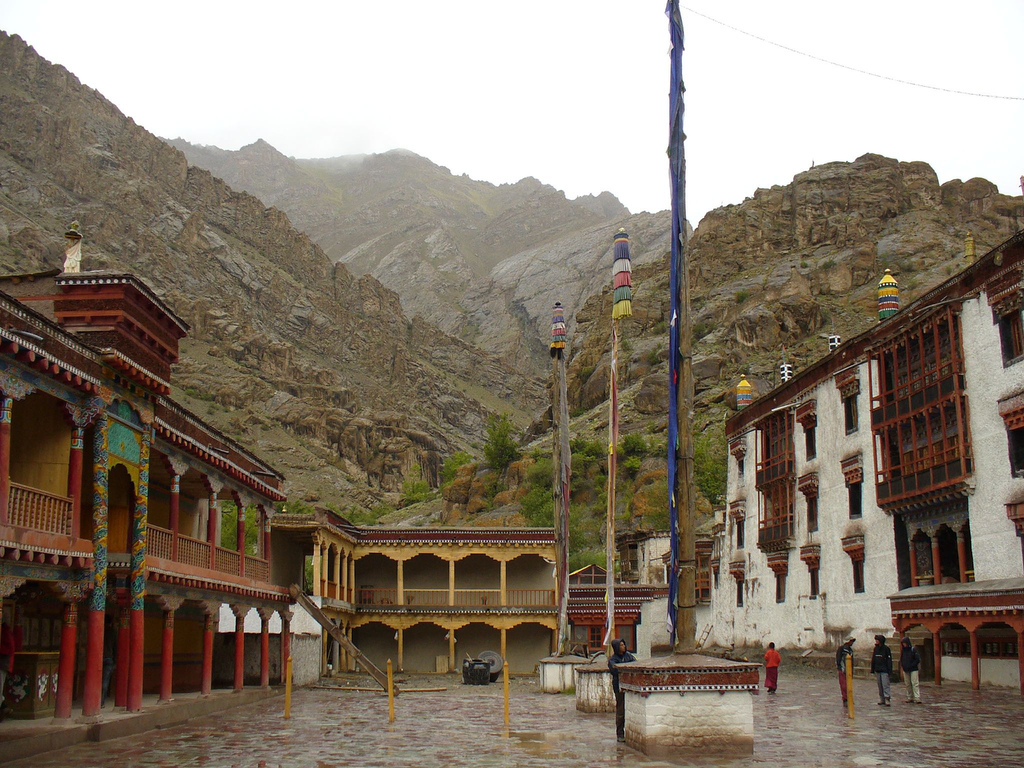
Klášter Hemis

Hemis je městečko v Ladaku v údolí řeky Indus asi 40 km jihovýchodně od Léhu. V údolí nad městem se nachází významný hemišský klášter založený v roce 1672 králem Sengem Namparem Gjalvou. Klášter je turisty vyhledávaný hlavně v červenci, kdy se zde koná festival.
V městem prochází hlavní ladacká silnice Léh - Manálí a odbočuje zde silnice přes sedlo Changla k jezeru Pangong. Na řece Indus je zde vybudována vodní elektrárna.